# Авро Сиерва C.30A
Авро Сиерва C.30A  је аутожир летелица која се креће помоћу мотора са вучном елисом, а одржава се у ваздуху захваљујући обртним крилима - ротору без сопственог погона (ауторотација). Конструктор ове летелице био је шпански инжењер Хуан де ла Сиерва (Juan de la Cierva 21.09.1985 - 9. децембра 1936), а производила их је британска фирма Авро.

## Пројектовање и развој
Почев од 1920. године, инж. Сиерва је направио низ аутожир летелица. Са летилицом "С.4", на мадридском аеродрому 31. јануара 1923. године је извршен први лет аутожира. Аутожир је 1925. године представљен Краљевском ратном ваздухопловству. Британско министарство ваздухопловства је показало интерес за ову летилицу и дошло је до сарадње у развоју између инж. Сиерве и британске фирма Авро. Са моделом С.8 Сиерве је октобра месеца 1928. године прелетео од Лондона до Париза брзином од 143 km/h.
После још низа побољшања настају модели С.17 и С.19 једноседе аутожир летелице које се серијски производе. На основу модела С.19 Mk IV, развијен је модел С.30 двосед који је први пут полетео априла месеца 1933. године. Специфичност овог модела је била, да је то први аутожир без крила. Поред тога ротор аутожира је постављен на сферни зглоб тако да му се може мењати нагиб и на тај начин пилот може држати летилицу под контролом и при малим брзинама као што је то при полетању и слетању летелице.

## Технички опис
У зависности од типа, летилица АВРО Сиерва C.30 је била опремљена ваздухом хлађеним радијалним моторима Armstrong Siddeley Genet Major I, и Armstrong Siddeley Genet Major IА. На вратилу мотора је била причвршћена метална или дрвена вучна двокрака елиса непроменљивог корака.
Носећа структура трупа летелице је била направљена као решеткаста конструкција од високо легираних хром молидбен челика високе чврстоће спојене закивцима. Носач мотора је такође био направљен од челичних цеви. Предњи део трупа је био обложен алуминијумским лимом док је облога остатка трупа, репних крила и стабилизатора је била од импрегнираног платна. За носећу конструкцију је био причвршћен четворостубни носач ротора и сферног зглоба. Трокраки краци ротора су били направљени од дуралуминијума и могли су се склопити тако да при смештају у хангар заузимају најмање могућег простора.
Аутожир Сиерва С.30А је имао класичан фиксни стајни трап са два точка опремљена гумама ниског притиска (балон гуме) напред и клавирски гумени точак на репу као трећу ослону тачку летелице.

### Варијанте летелице Сиерва
- C.30 - модел са радијалним мотором Armstrong Siddeley Genet Major I снаге 105 KS (78 kW).
- C.30P - побољшан модел са радијалним мотором Armstrong Siddeley Genet Major IА снаге 140 KS (104 kW).
- C.30A - Главни производни модел, са мотором Armstrong Siddeley Genet Major IA снаге 140 KS (104 kW).
- Rota Mk I - РАФ-ова ознака модела C.30A.

## Земље које су користиле летелицу Сиевра
| - Аргентина - Аустралија - Белгија - Данска - Француска - Јапан - Италија - Норвешка | - Пољска - Шведска - СССР - САД - Шпанија (1938—1945) - Уједињено Краљевство - Југославија - Немачка |

## Оперативно коришћење
Летелица аутожир Сиерва С.30 се производила у периоду од 1933. до 1936. године и укупно је произведено око 150 примерака а продата је у преко 16 земаља. Пре Другог светског рата аутожир летелице су углавном куповала и користила приватна лица и аероклубови. Авро је произвео укупно 77 ових летелица а Краљевско ратно ваздухопловство је купило само 12 примерака. Све ове примерке је РАФ у току рата користио на споредним и помоћним задацима међу којима је најзначајнији био баждарење радара који су били лоцирани у приобаљу канала Ламанш. Све ове аутожир летелице су преживеле рат и после рата су продате приватним лицима.

### Летелица Авро Сиевра у Југославији
Војно ваздухоловство Краљевине Југославије (ВВКЈ) пратећи савремена збивања у области ваздухопловства у најразвијенијим европским земљама, наручило је 1937. године у Великој Британији од фирме АВРО два аутожира Сиерва тип 671, које је овај произвођач радио по лиценци. Намера је била да се истраже могућности и начини примене летелица за полетање са кратких стаза у ратним условима. Због тога су децембра месеца 1937. године у пилотску школу "Autogiro Flying School" у Фелтаму В. Британија послата два пилота војног ваздухопловства на обуку за управљање овим летелицама. Ови пилоти су обуку за овај тип летелице завршили до половине фебруара 1938. године. У пролеће 1938. ВВКЈ је примило два аутожира Avro Cierva C.30A. Покретао их је мотор Armstrong Siddeley Genet Major I A снаге 142 KS, а аутожир је први пут јавно приказан код нас на великој ваздухопловној изложби која је одржана 1938. године на београдском сајмишту, где је направљено и неколико демонстрационих летова. Демонстрација летелица са ротором (претеча хеликоптера) у то време је био технички куриозитет привукла је пажњу како стручних кругова тако и обичних посетилаца.
Команда војног ваздухопловства је овој летелици наменила пре свега извиђачке задатке и задатке везане за корекцију артиљеријске ватре па су због тога оне биле лоциране у Нишу где је постојао балонски батаљон који је преименован у Аутожирску групу, која је требало да има две ескадриле ових летелица и балонску чету. Међутим, у употреби ове летелице су показале бројне недостатке и претрпеле више удеса и превтања те су до 1941 већ биле расходоване а Аутожирска група је преформирана у 21. групу 5. пука.